# AN/AVQ-26

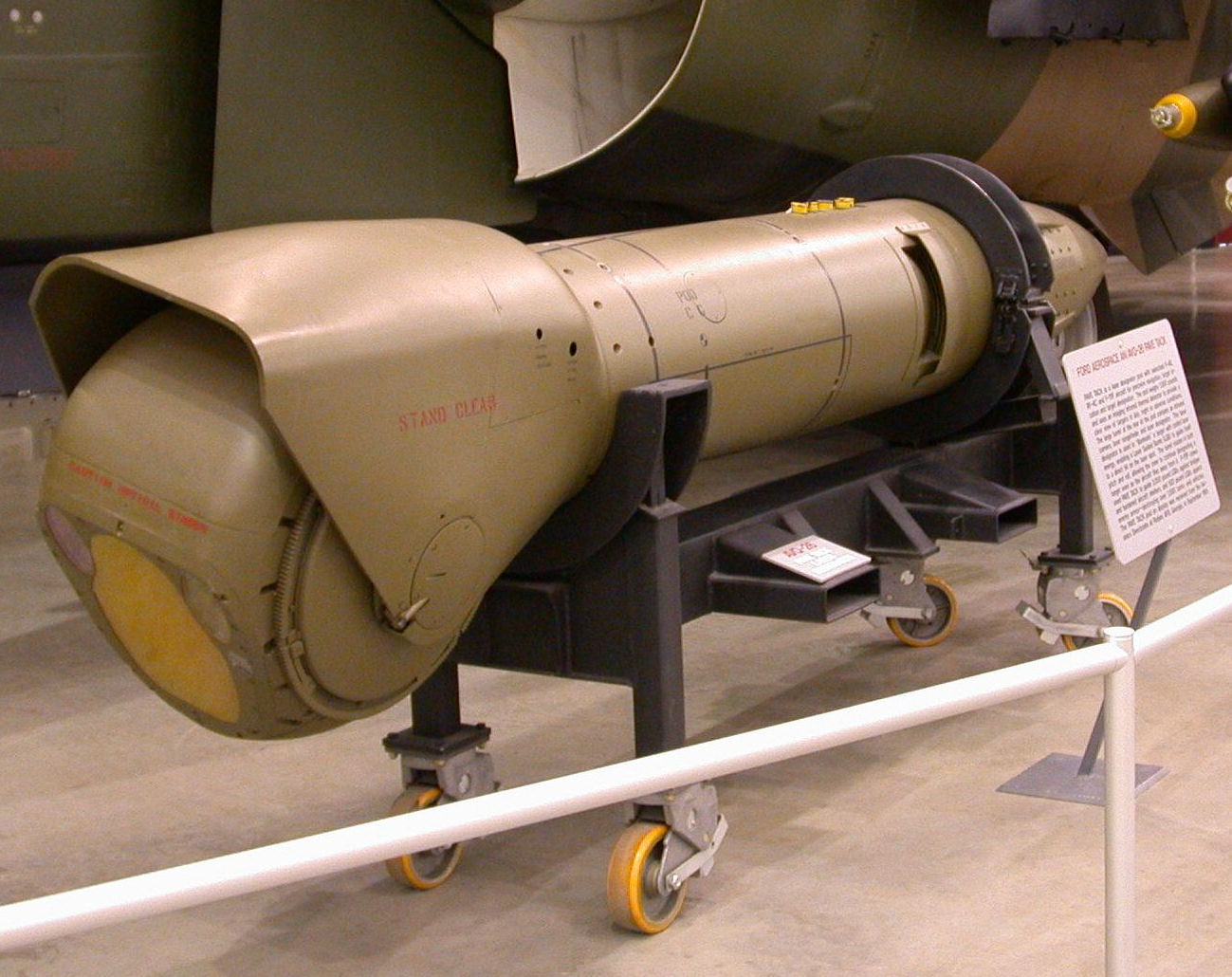
AN/AVQ-26 ペイブ・タック

AN/AVQ-26 ペイブ・タック（Pave Tack）とは、AN/AVQ-10 ペイブ・ナイフの後継として、
アメリカ合衆国のフォード・アエロスペースで開発された
照準ポッドである。

## 概要

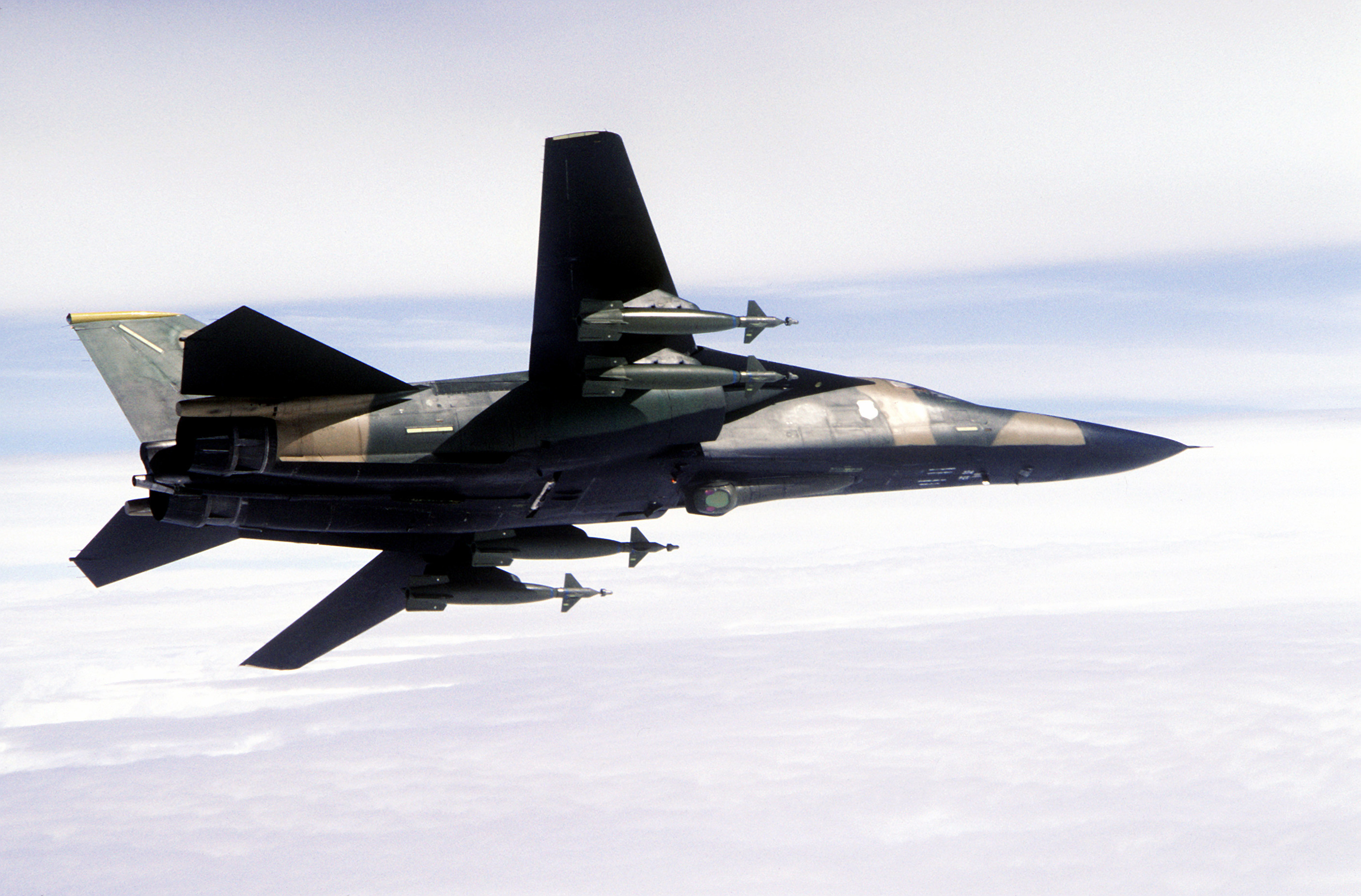
F-111の胴体下の爆弾倉に、ペイブ・タックが収容されている。

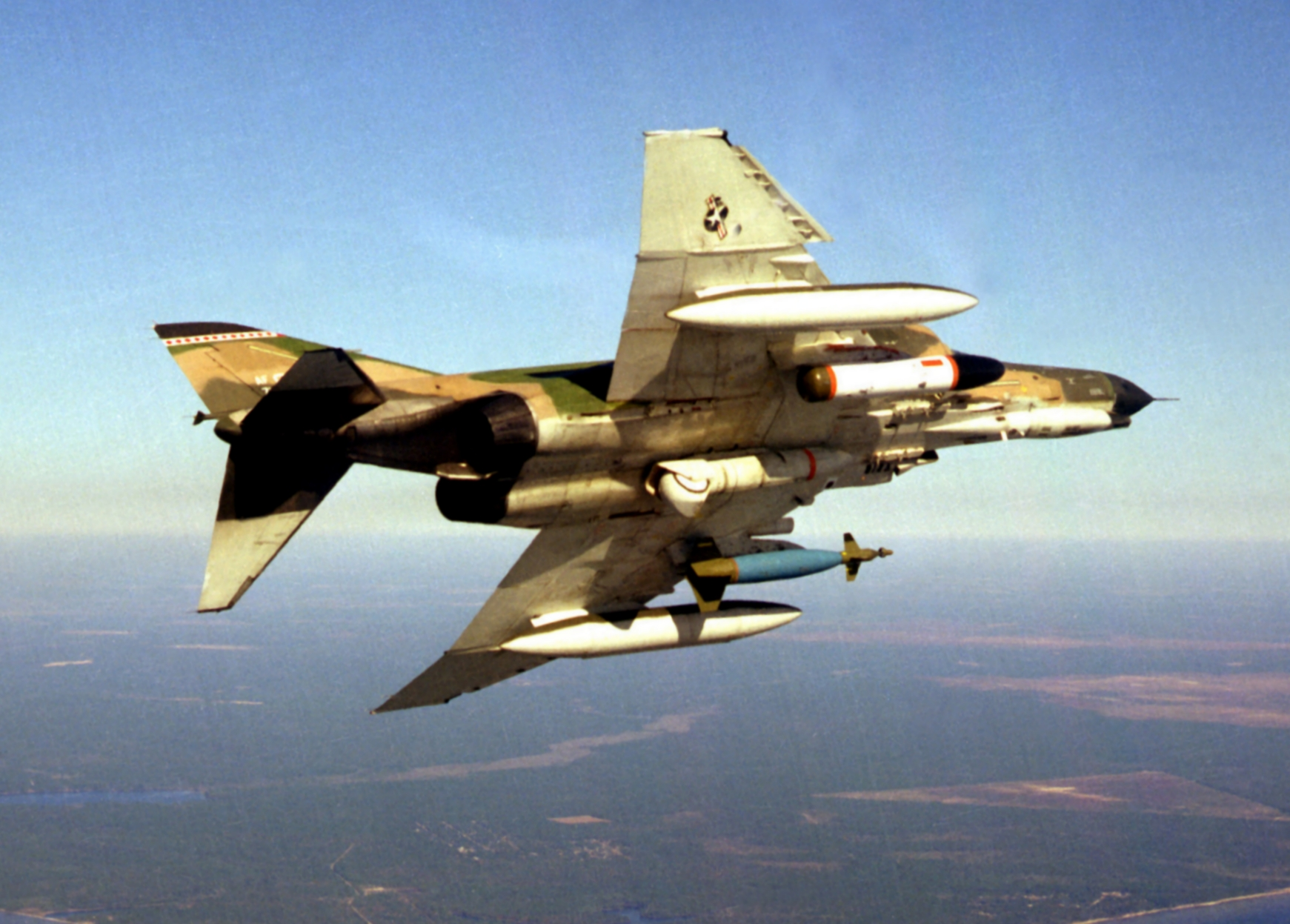
F-4Eの胴体中心線下ハードポイントに、ペイブ・タックが装備されている。

ペイブ・タックは、F-4EやRF-4C、F-111に搭載された
ペイブ・タックは、ほぼ同時期に開発されたAN/ASQ-153 ペイブ・スパイクと比較して重量は3倍近くの1,300ポンド (590 kg)にまで増えているがその分能力も強化されており、赤外線画像による目標識別とレーザー照射・測距・追尾によるレーザー誘導爆弾の誘導だけでなく、航法支援や赤外線画像偵察にも用いることが可能であった。
1986年8月15日のリビア爆撃（エル・ドラド・キャニオン作戦）においては、イギリスのレイクンヒース空軍基地から発進したF-111Fが、ペイブ・タックとレーザー誘導爆弾を使ってムアンマル・アル＝カッザーフィーの居宅を爆撃し、カッザーフィーの抹殺を謀った。爆撃自体は成功したものの、爆撃当時カッザーフィーは居宅より外出中であったため、抹殺に失敗した。
ペイブ・タックは、1991年の湾岸戦争においてもF-111Fに装備され、レーザー誘導爆弾を使用しての精密爆撃に従事した。2,000ポンド誘導爆弾を使用しての橋脚や強化格納庫等の重要目標を爆撃したほか、500ポンド誘導爆弾を用いてのイラク軍機甲部隊に対する爆撃も行われた。